# Simorgh (lanciatore)
Simorgh (in persiano: ماهواره‌بر سیمرغ) è un lanciatore spaziale iraniano, successore del Safir.
Ne esistono due versioni, denominate A e B, con 2 e 3 stadi rispettivamente. In entrambe il primo stadio è derivato da quello del lanciatore nordcoreano Unha, a sua volta derivato dal missile balistico Ro-dong, il quale è stato in origine sviluppato partendo da un missile sovietico di tipo Scud.
A settembre 2019 sono stati effettuati in totale tre tentativi di lancio, di cui uno solo concluso con successo (sebbene si trattasse di un volo suborbitale).
| № | Data            | Carico  | Esito      | Note                                          |  |
| - | --------------- | ------- | ---------- | --------------------------------------------- |  |
| 1 | 19 aprile 2016  | Nessuno | Successo   | Volo suborbitale                              |  |
| 2 | 27 luglio 2017  | Nessuno | Fallimento | Fallito per un malfunzionamento del 2º stadio |  |
| 3 | 15 gennaio 2019 | Payam   | Fallimento | Fallito per un malfunzionamento del 3º stadio |  |
| 4 | 9 Febbraio 2020 | Zafar   | Fallimento | Non ha raggiunto velocità orbitali            |  |